# Kośna

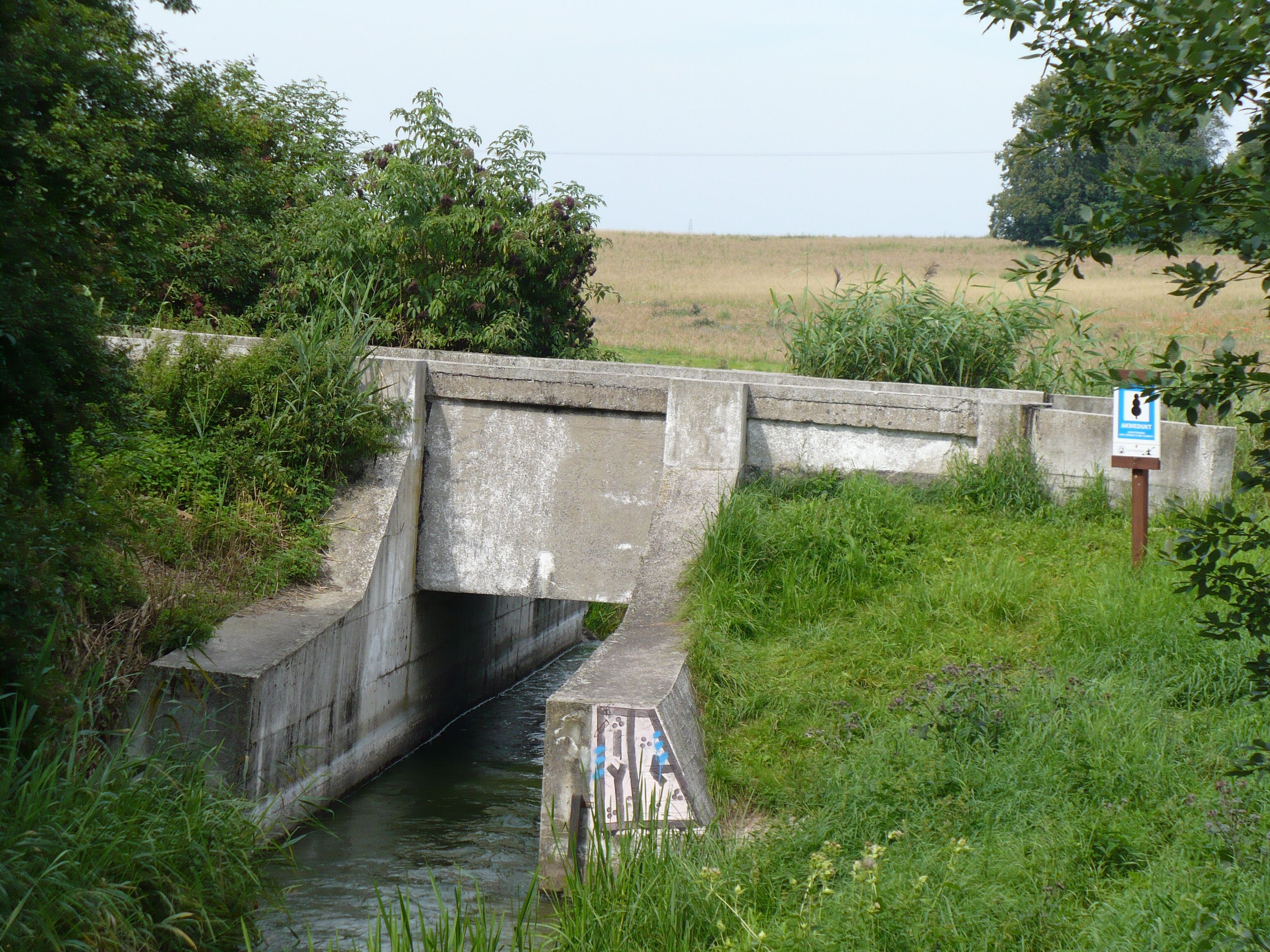
Skrzyżowanie dwóch sztucznych kanałów wodnych – Wiktorii i Elżbiety

Kośna, wg PRNG: Kośnik – struga w Polsce, pośredni dopływ Pisy i Wadąga.

## Stan naturalny
Dawniej Kośna płynęła z jeziora Kośno na północ, przez jeziora Patryckie, Bogdańskie, Umląg i Kiermas, po drodze zabierając także wody z jezior Klebarskiego i Linowskiego.

## Stan przejściowy
Już w XIX w. postanowiono teren jeziora Patryckiego osuszyć i zmienić go w pola uprawne. W tym celu zmieniono układ rzek na terenie. W okolicy wsi Patryki rozwidlono bieg rzeki na dwa kanały. Kanał Kiermas przebiegał w dużym stopniu starym korytem rzeki i jego głównym zadaniem było osuszanie terenu dawnego jeziora. Kanał Elżbiety zbudowano zupełnie od nowa i poprowadzono nowym korytem do jeziora Wadąg. Miał także odbierać wodę z jezior: Klebarskiego i Linowskiego. Wodę z tych jezior poprowadzono Kanałem Wiktorii.

## Stan obecny
Obecnie przebieg rzek i kanałów ponownie się zmienił. Łąki (dawne Jezioro Patryckie) ponownie zalano, aby stworzyć stawy rybne. Tak więc teraz tereny ponownie są zalane. Obecnie można przyjąć, że większość wody zarówno z rzeki Kośna, jak i z Kanału Wiktorii płynie starym korytem i w Barczewie wpływa do Pisy. Kanał Elżbiety przejmuje część wody z Kośnej i zasila stawy rybne, jednak dalej ulega obecnie zanikowi.

## Układ połączeń
Poniżej przedstawiono schematyczny układ połączeń systemu rzek Kośna i jej kanałów. Bieg rzek przedstawiono "od dołu do góry".
Drukiem wytłuszczonym główny nurt zarówno od jeziora Kośno, jak i powyżej. Należy zwrócić uwagę, że nie uwzględniono tu połączenia Kanału Elżbiety z jeziorem Wadąg, jednak obecnie kanał ten jest częściowo w zaniku.
- Wadąg
  - jezioro Wadąg
    - Kanał Kiermas
      - jezioro Kiermas
        - Kanał Kiermas
          - jezioro Umląg
            - Kanał Kiermas
              - Jezioro Bogdańskie
                - Kanał Kiermas
                  - Kanał Elżbiety
                    - Stawy rybne

                  - Kanał Wiktorii
                    - Jezioro Klebarskie
                      - Jezioro Linowskie

                  - Kośna
                    - jezioro Purda
                    - jezioro Kośno
                      - Jezioro Łajskie
                        - Jezioro Łowne

                      - Struga
                        - jezioro Tylkówek
                        - Jezioro Małszewskie
                          - jezioro Burdąg
                          - jezioro Upadek

                        - jezioro Kalwa
                          - jezioro Kalwa Mała
                          - jezioro Kalepka
                          - jezioro Kiepunek
                            - Jezioro Leleskie
                              - Kroninek
                                - jezioro Jegły

                              - jezioro Kruninek
                                - jezioro Elganowiec
                                  - Okrągłe Jezioro

## Szlak kajakowy
Rzeka Kośna jest jednym z częściej uczęszczanych szlaków kajakowych na Warmii. Przebiega on głównym biegiem Kośnej i Kanału Kiermas, czyli od jeziora Kośno do Pisy i często dalej Wadągiem.